# 성채 나들목
성채 나들목(Seongchae IC)은 경기도 광명시 소하1동에 설치된 평택파주고속도로 남광명 ~ 성채/소하 구간의 6번 나들목이자 평택파주고속도로 남광명 ~ 성채/소하 구간의 종점이다. 소하 나들목, 소하 분기점과 결합되어 있으며 기아로, 하안로와 접속한다. 소하 나들목과는 달리 소하방향 진출과 광명방향 진입만 가능하다. 2008년 고속도로 계획 당시에는 기아 나들목이라는 가칭으로 불렸다.

## 연혁
- 2011년 3월 21일 : 나들목 신설을 위해 광명시 도시계획시설 교통광장에 소하동 일원을 고시[2]
- 2014년 9월 3일 : 2016년 4월 28일까지 나들목 구조 변경을 위해 광명시 도시계획시설 교통광장 면적 변경[3]
- 2016년 4월 29일 : 수원문산고속도로 수원 ~ 광명 구간 개통과 함께 영업 개시[4]

## 구조물 정보
소하 나들목, 소하 분기점과 결합된 구조이다.
- 위치 : 경기도 광명시 소하1동

## 접속하는 도로
- 기아로
- 하안로

## 같이 보기
- 소하 나들목
- 소하 분기점